# إنغريد بيرنستن
إنغريد بيرنستن (بالنرويجية البوكمول: Ingrid Berntsen)‏ هي متزحلقة حرة نرويجية، ولدت في 18 أبريل 1978 في درامن في النرويج.

## وصلات خارجية
- إنغريد بيرنستن على موقع الاتحاد الدولي للتزلج (التزلج الحر) (الإنجليزية)
- إنغريد بيرنستن على موقع أوليمبيديا (الإنجليزية)